# Стрелки (Ивановская область)
Стрелки — деревня в Родниковском районе Ивановской области. Входит в состав Филисовского сельского поселения.

## География
Находится в центральной части Ивановской области на расстоянии приблизительно 8 км на восток по прямой от районного центра города Родники.

## История
В 1872 году здесь (тогда деревня Юрьевецкого уезда Костромской губернии) было учтено 8 дворов, в 1907 году — 18.

## Население
Постоянное население составляло 58 человек (1872 год), 76 (1897), 119 (1907), 3 в 2002 году (русские 100 %), 1 в 2010.